# Giuseppe Pintus
Giuseppe Pintus (Assemini, 4 febbraio 1890 – monte Zebio, 10 giugno 1917) è stato un militare italiano, decorato di medaglia d'oro al valor militare alla memoria nel corso della prima guerra mondiale.

## Biografia
Nacque ad Assemini in provincia di Cagliari il 4 febbraio 1890, figlio di Luigi ed Anna Mostallino. Nato all'interno di una famiglia di origini umilissime, trascorse la sua infanzia e la gioventù lavorando come agricoltore e come pastore. Nel novembre 1910 fu chiamato a prestare servizio militare di leva nel Regio Esercito presso il 75º Reggimento fanteria. Poco meno di un anno dopo, trasferito al 4º Reggimento fanteria della Brigata Piemonte partì per la Cirenaica, imbarcandosi a Catania il 14 ottobre 1911 per partecipare alla guerra italo-turca. A causa di una malattia venne rimpatriato nel novembre 1912 e posto in congedo, venendo assunto in forza al Deposito fanteria di Ozieri. Richiamato a fini addestrativi presso il deposito del 46º Reggimento fanteria, nel maggio 1915,  a causa della mobilitazione generale, fu assegnato alla 10ª compagnia del 151º Reggimento fanteria della Brigata Sassari. A partire dall'inizio delle ostilità con l'Impero austro-ungarico, il 24 maggio, combatte in tutte le azioni sostenute dal suo reggimento, distinguendosi sul Carso, Bosco Cappuccio, e nel settore di Castelnuovo. Tra il maggio e il giugno del 1916 prese parte alla battaglia degli Altipiani, combattendo a Monte Fior, a Castelgomberto e poi nella controffensiva a Monte Mosciagh, venendo promosso per il suo ardimento dapprima a caporale e poi a caporale maggiore.
Il 10 giugno 1917, durante l'attacco sferrato nel tratto compreso tra le quote 1626 e 1476 sulle pendici di Monte Zebio, altopiano di Asiago, fece parte della prima ondata d'assalto. Raggiunta la trincea nemica rimase ferito due volte, e cadde colpito mortalmente durante un furioso corpo a corpo trafitto da un colpo di baionetta sferrato da un soldato nemico. 
In riconoscimento del valore mostrato, fu insignito della medaglia d'oro al valor militare alla memoria.
Le sue spoglie sono conservate presso il Sacrario militare di Asiago.